# Лас-Регерас
Лас-Регерас (ісп. Las Regueras, аст. Les Regueres) — муніципалітет в Іспанії, у складі автономної спільноти Астурія. Населення — 2025 осіб (2009).
Муніципалітет розташований на відстані близько 380 км на північний захід від Мадрида, 11 км на північний захід від Ов'єдо.
Муніципалітет складається з таких паррокій: Б'єдес, Сантульяно, Сото, Трасмонте, Вальдуно, Вальсера.

## Демографія
Динаміка населення (INE ):

## Галерея зображень

Розташування муніципалітету
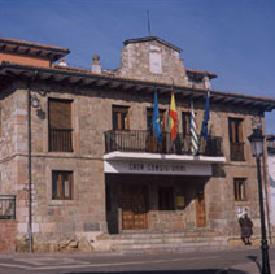
Муніципальна рада, Сантульяно
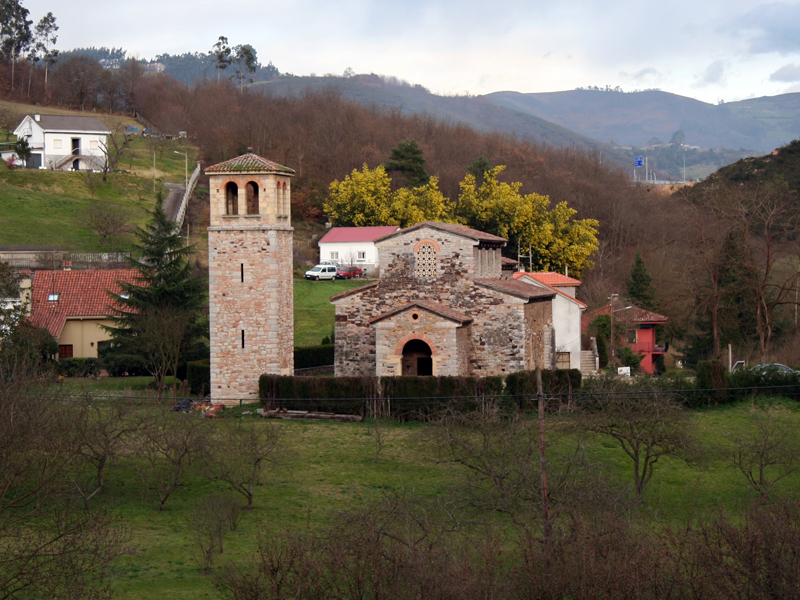
Церква Сан-Педро-де-Нора